# Sant’Abbondio TI
| TI ist das Kürzel für den Kanton Tessin in der Schweiz. Es wird verwendet, um Verwechslungen mit anderen Einträgen des Namens Sant’Abbondio zu vermeiden. |

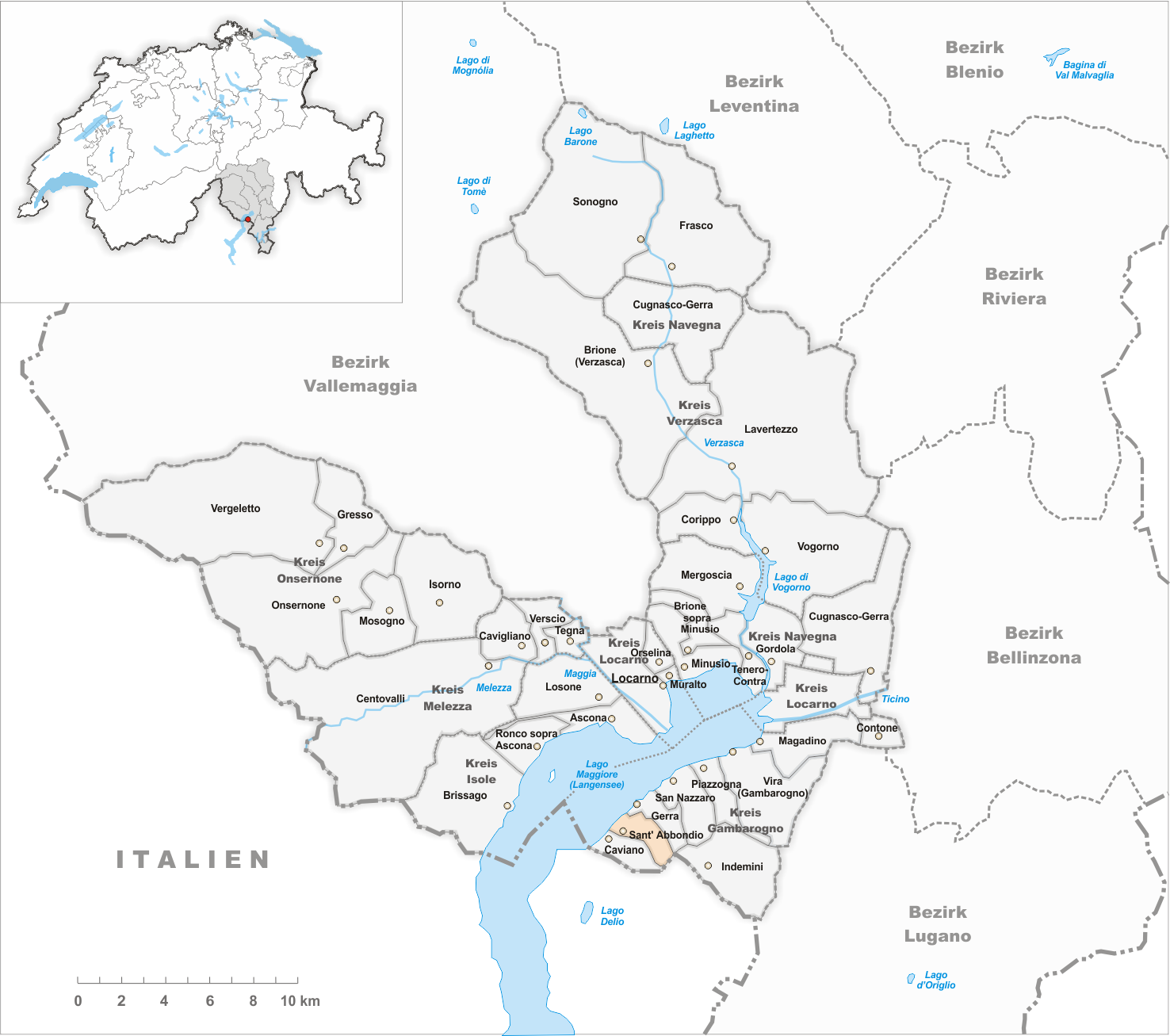
Gemeindestand vor der Fusion am 24. März 2010

Dorf Sant’Abbondio (1940)

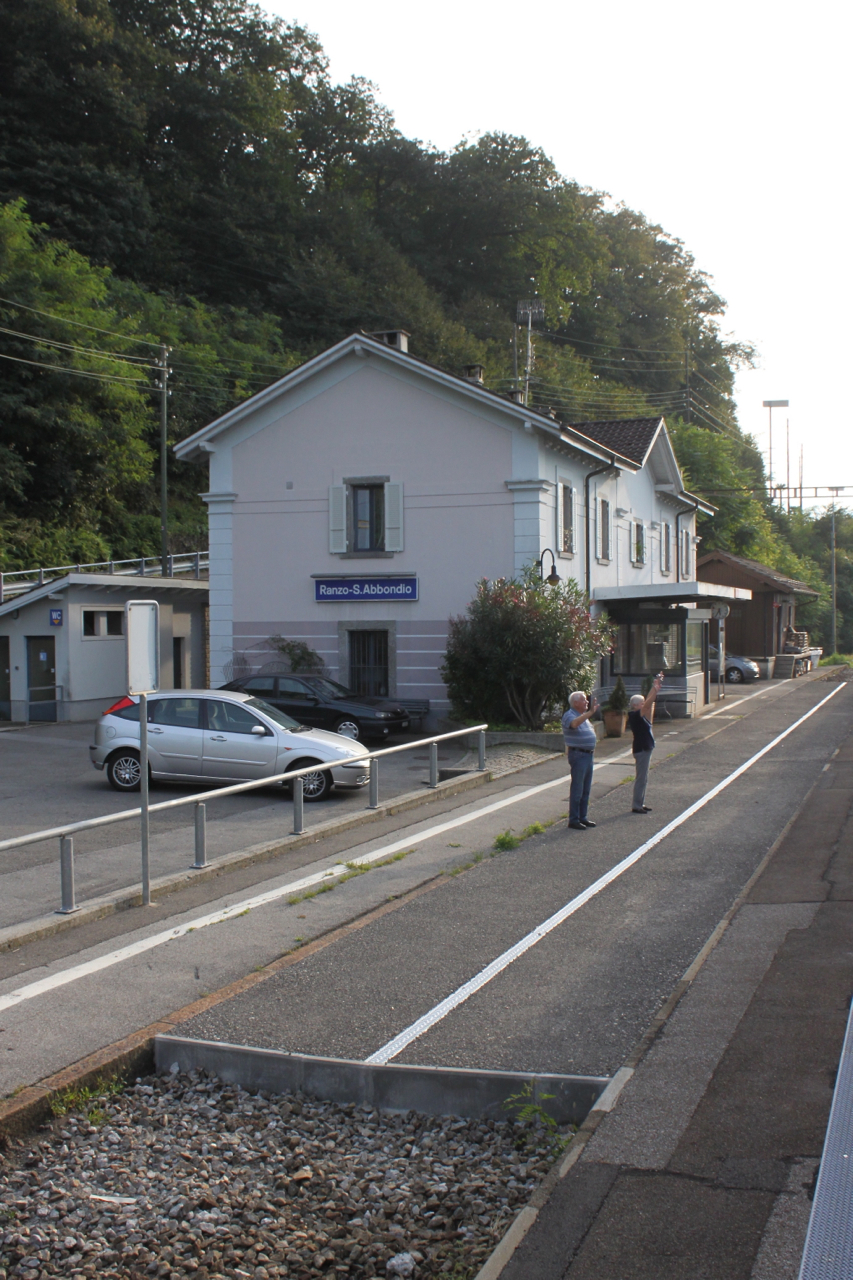
Bahnhof Ranzo-Sant’Abbondio

Sant’Abbondio, im lombardischen Ortsdialekt Sant’Abbundi [santaˈbundi], ist ein Ort in der politischen Gemeinde Gambarogno im Schweizer Kanton Tessin. Er bildete mit seinen zwei Fraktionen Calgiano und Ranzo bis zum 24. April 2010 eine eigenständige politische Gemeinde.

## Geographie
Das Dorf liegt auf 335 m ü. M. auf einer Terrasse rund 140 Meter über dem linken Ufer des Langensees und 1 Kilometer südlich der Station Ranzo-S. Abbondio der Bahnstrecke Cadenazzo–Luino der Schweizerischen Bundesbahnen.

## Geschichte
Die Nennung Sancto Abundio findet sich erstmals in einer Urkunde aus dem Jahr 1192. Die Kirche wurde 1364 erstmals mit dem Patrozinium der heiligen Abbondio und Andreas erwähnt. 1558 trennte sich der Ort kirchlich und administrativ von Vira; seither nennt sich das Dorf Sant’Abbondio. 1774 lösten sich Gerra, 1850 Caviano von Sant’Abbondio.
Am 25. November 2007 wurde von den Stimmberechtigten der Gemeinden Caviano, Contone, Gerra (Gambarogno), Indemini, Magadino, Piazzogna, Sant’Abbondio und Vira (Gambarogno) die Fusion der neun Gemeinden am Südufer des Langensees zur Gemeinde Gambarogno gutgeheissen. Einzig San Nazzaro war mehrheitlich dagegen. Gegen den Entscheid des Tessiner Grossen Rates, die Fusion trotzdem wie geplant durchzuführen, wurde beim Bundesgericht Beschwerde eingelegt. Nach der Ablehnung der Beschwerde konnte die Fusion per 25. April 2010 in Kraft treten.

## Wappen
Blasonierung: In Rot ein silberner Pfahl mit einem Krummstab, der von zwei silbernen Hirschstangen begleitet wird.

## Bevölkerung
Einwohnerzahlen: Volkszählungsdaten

## Sehenswürdigkeiten
- Pfarrkirche Santi Abbondio und Andrea[5]
- Oratorium Maria Addolorata im Ortsteil Lauro[5]
- Atelier Bick (Künstlerhaus) (1989/1993), Architekten: Emilio Bernegger, Edy Quaglia[5]

## Persönlichkeiten
(Sortierung nach Geburtsjahr.)
- Gioachimo Masa (1783–1862), Arzt, Tessiner Grossrat und Staatsrat
- Gustavo Branca-Masa (* 1861 in Caviano; † 8. März 1929 in Sant’Abbondio), Forstingenieur, Gemeindepräsident von Caviano und Sant’Abbondio, Tessiner Grossrat[6]
- Federico Branca-Masa (* 18. April 1900 in Ranzo; † 1968 ? ebenda), Unternehmer, Gemeindepräsident von Sant’Abbondio[6]
- Peter Voltz (1910–1978), Maler, wohnhaft in Sant’Abbondio. Der aus Zürich stammende Maler war 1934 über seine Frau, die Berliner Künstlerin Tamara Thiele (∗ 23. März 1896 in Berlin; † 4. August 1985 in Klosters)[7], zur buddhistischen Lehre gekommen.[8]
- Hans Heinz Holz (* 26. Februar 1927; † 11. Dezember 2011), Philosoph mit Altersruhesitz in Sant’Abbondio
- Franca Branca-Masa (* 1957 in Locarno), Gemeindepräsidentin von Sant’Abbondio[6]